# Charles Brush
Charles Brush   (Euclid, 17 de març de 1849 - Cleveland, 15 de juny de 1929) fou un inventor, emprenedor i filantrop estatunidenc.

## Avenços en l'enginyeria elèctrica
Nascut a Euclid Township, Brush es crià a una granja a unes 10 milles del centre de Cleveland. Va mostrar un fort interès en la ciència, particularment pels experiments de Humphry Davy amb la làmpada d'arc; Brush construí i reparà dispositius elèctrics senzills com una màquina d'electricitat estàtica als 12, anys experimentant en un taller a la granja dels familiar. Brush acudí a Central High School de Cleveland on va construir la seva primera làmpada d'arc, i s'hi graduà amb honors el 1867. El seu discurs d'entrada a l'institut tractà sobre la "Conservació de la força". Va rebre la seva educació universitària a la Universitat de Michigan, on estudià enginyeria de mines (llavors no hi havia estudis universitaris dedicats a l'enginyeria elèctrica com avui dia). A Michigan, Brush fou membre de la fraternitat Delta Kappa Epsilon (capítol Omicron).
El 1876 aconseguí el suport de la Wetting Supply Company de Cleveland per a dissenyar la seva dinamo (un generador elèctric) per a alimentar làmpades d'arc. Brush va començar amb el disseny de la dinamo de Zénobe Gramme però el seu disseny final diferia substancialment, retenint la idea l'armadura d'anell ideada originalment per Antonio Pacinotti. Brush remarcà la seva intenció de millorar el generador en la seva patent dels EUA 189,997: "Les millors formes dels aparells magneto-elèctrics d'avui dia són innecessàriament voluminosos, pesats i cars, i malbaraten en major o menor grau l'energia mecànica." Després de comparar-lo amb la dinamo de Gramme i altres operadors europeus, el Franklin Institute de Filadèlfia va jutjar de superior la dinamo de Brush degut al seu disseny més senzill i el seu manteniment després de completar les anàlisis el 1878.
Brush registrà patents addicionals refinant el disseny de les seves làmpades d'arc als següents anys i vengué sistemes a diverses ciutats per a l'enllumenat públic, i fins i tot va equipar els grans magatzems Wanamaker's de Filadèlfia amb un sistema d'enllumenat. Els seus llums eren més fàcils de mantenir, tenien funcions automàtiques i tenien el doble de vida que les làmpades de Yablochkov. Els seus generadors eren fiables i incrementaven el voltatge automàticament amb una càrrega més gran mantenint el corrent constant. El 1881 Nova York, Boston, Filadèlfia, Baltimore, Mont-real, Buffalo, San Francisco, Cleveland i altres ciutats tingueren làmpades d'arc de Brush per a l'enllumenat públic durant el segle xx.
| |
| Les dinamos de la central elèctrica a Nova York alimentaven làmpades d'arc per a l'enllumenat públic. Entrant en funcionament a principis de desembre del 1880 a West Twenty-Fifth Street, alimentaven un circuit de dues milles de longitud. |

El sistema de San Francisco fou el primer cas d'una empresa elèctrica que venia electricitat d'una central elèctrica a diversos clients usant línies de transmissió. La California Electric Light Company (avui dia PG&E) adquirí dos generadors de l'empresa de Charles Brush el 1879 i aviat obrí una segona planta amb quatre generadors addicionals. Cobrava per proveir de llum des de l'ocàs fins a la mitjanit 10 $ per làmpada i sis dies a la setmana. El sistema de Brush il·luminava Broadway dos anys abans de la Pearl Street Station d'Edison comencés a donar llum a Nova York. El 1893 hi hi havia 1.500 làmpades d'arc il·luminant els carrers de Nova York.
El 1879 es creà a Lambeth (Londres, Anglaterra) l'Anglo-American Brush Electric Light Corporation, que usava les invencions de Brush. Aquesta empresa més tard es traslladà a Loughborough (Anglaterra) i esdevenia la Brush Electrical Engineering Co. Ltd. El 1880 Brush va establir la Brush Electric Company als EUA i, encara que reeixida, va fer front a la dura competència de la Thomson-Houston Electric Company, que podia apagar independentment les làmpades d'arc, i per les làmpades d'incandescència d'Edison, que tenien un fulgor més tebi, no pampalluguejaven i tenien uns costos de manteniment més baixos que les làmpades d'arc. El 1882 la Brush Electric Company va subministrar equips de generació pera una planta hidroelèctrica a Saint Anthony Falls a Minneapolis, comptada entre les primeres en generar energia hidroelèctrica als Estats Units. Thomson-Houston va comprar Brush Electric el 1889 i finalment es fusionà amb ells formant part de General Electric el 1891. Després de vendre els seus interessos Brush Electrit, Brush mai tornà a la indústria elèctrica.

## "Retir" a Euclid Avenue

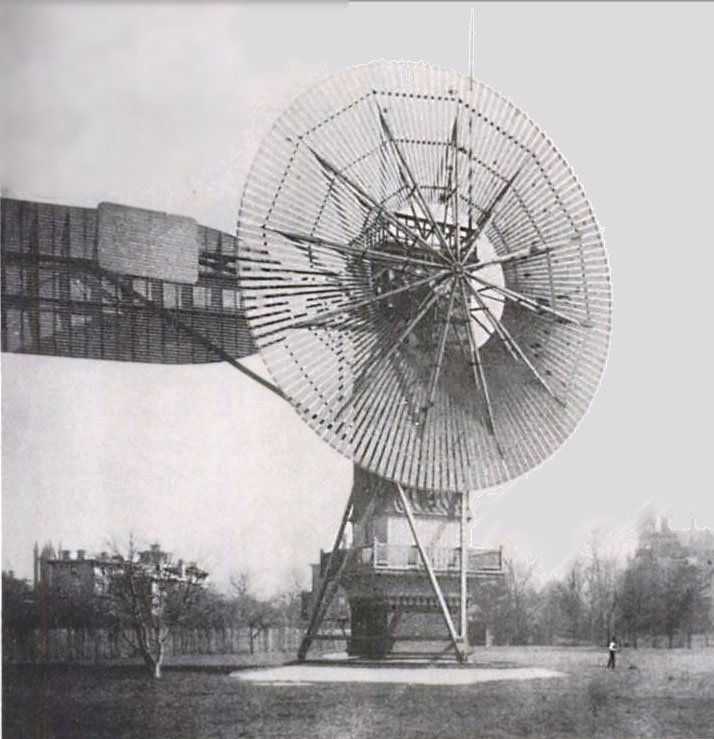
La primera turbina de vent del món en ser operada automàticament fou construïda el 1888 per Charles F. Brush. Mesurava 60 peus d'alçada amb un diàmetre de 56 peus, pesava 80.000 lliures i tenia una dinamo de 12kW.

El 1884, Brush va construir una mansió a Euclid Avenue a Cleveland on s'hi exhibien moltes de les seves invencions. Allà s'instal·là amb la seva família i hi visqué la resta de la seva vida. El soterrani albergava el laboratori privat de Brush. El 1888 alimentà la mansió amb el primer aerogenerador del món operat automàticament que carregava les 12 bateries de la casa. Així mateix la mansió de Brush fou la primera casa de Cleveland en tenir electricitat. Durant la seva vida de vint anys, la turbina mai fallà a l'hora de mantenir la casa contínuament electrificada.
El 1898 Brush afirmà haver descobert un gas nou, que va anomenar etherion. Aquest gas tenia notables propietats, sent 10.000 cops més lleuger que l'hidrogen i conduint la calor 20 cops més ràpid que aquest. El 1900, Marian Smoluchowski va identificar el gas com vapor d'aigua.
Entre 1910 i 1929 va escriure diversos articles sobre en la seva versió d'una teoria de gravitació cinètica, basada en alguna mena d'ones electromagnètiques.
Va morir el 15 de juny de 1929 a Cleveland, Ohio.

## Llegat
- El centre educatiu Charles F. Brush High School a Lyndhurst (Ohio) rebé el nom de Brush, els equips esportius del qual els equips i altres grups són anomenats els "Arcs", en honor del llum de Brush.
- Els Summit Metro Parks, al Comtat de Summit a Richfield (Ohio) foren possibles per una donació de terres de la família de Charles F. Brush. El tracte és conegut com a Brushwood.
- El vaixell de la marina estatunidenca USS Brush en servei entre 1943 i 1969 (més tard sota bandera taiwanesa amb el nom Hsiang Yang fins que la seva retirada el 1993) rebé el nom de Brush, patrocinat per la seva besneta.[18]

## Honors
- Premi Rumford de l'Acadèmia Americana de les Arts i les Ciències (1899)
- Legió d'Honor francesa (1881)
- Medalla Edison (1913)
- Medalla Franklin
- Fellow de la North British Academy of Arts

## Patents
- Generador (MAGNETO ELECTRIC MACHINE) 1877 patent dels EUA 189,997 Charles Brush a l'USPTO (anglès)

- Làmpada d'arc (control automàtic de la separació d'espurna) 1878 patent dels EUA 203.411 Charles Brush a l'USPTO (anglès)
- Làmpada d'arc (Sistema de regulació del llum doble de carboni) 1879 patent dels EUA 219.208 Charles Brush a l'USPTO (anglès)
- Làmpada d'arc (Apagat automàtic de les llums elèctriques i motors) 1880 patent dels EUA 234.456 Charles Brush a l'USPTO (anglès)
- Làmpada d'arc (regulador millorat per a l'arc de carboni) 1885 patent dels EUA 312.184 Charles Brush a l'USPTO (anglès)